# SuperCalc
SuperCalc（スーパーカルク）は、1980年に Sorcim がリリースした表計算ソフトアプリケーションであり、WordStarと共にCP/Mソフトウェアパッケージの一部としてOsborne 1ポータブルコンピュータに同梱された。
VisiCalcからの改良点として、SuperCalcは循環参照（セルが相互の計算結果に依存しあっている状態）を解決した最初のプログラムのひとつである。Microsoft Excelが実装する10年以上前にこの機能を実現していたのである。
SuperCalcはその後、Apple IIファミリ、MS-DOSの動作するPC/AT互換機に移植された。
さらに Sorcim がコンピュータ・アソシエイツ (CA) に1980年代中盤に買収された後、Microsoft Windowsにも移植された（名称はCA-SuperCalc）。